# Liga Colombiana de Béisbol Profesional 2002-03
La temporada de la Liga Colombiana de Béisbol Profesional 2002-03 fue la 27° edición de este campeonato disputada a partir del 29 de noviembre. El juego inaugural correspondió a la novena de Caimanes y Eléctricos, saliendo victorioso el equipo Eléctricos 6x1. Al día siguiente, el estadio Julio Silva Bolaño de Ciénaga fue utilizado como sede alterna, ya que los trabajos en el alumbrado artificial del Estadio Once de Noviembre no habían concluido. A mediados del mes de diciembre, el estadio Once de Noviembre inauguró su nuevo sistema de iluminación con un costo de 950 millones de pesos. Los equipos Caimanes de Barranquilla y Tigres de Cartagena disputaron una serie de 3 juegos en el Diamante del Parque RecreoDeportivo El Salitre de Bogotá.

## Sistema de juego
Se disputaron 36 juegos 18 de local y 18 de visitante. El primero clasificó al play off final mientras el segundo y tercero jugaron el pre-play off.

## Equipos participantes
| Equipo                     | Fundación | Departamento | Ciudad       | Estadio                   | Capacidad |
| Caimanes de Barranquilla   | 1984      | Atlántico    | Barranquilla | Estadio Tomás Arrieta     | 8 000     |
| Tigres de Cartagena        | 1996      | Bolívar      | Cartagena    | Estadio Once de Noviembre | 12 000    |
| Águila de Cartagena        | 2002      | Bolívar      | Cartagena    | Estadio Once de Noviembre | 12 000    |
| Eléctricos de Barranquilla | 2001      | Atlántico    | Barranquilla | Estadio Tomás Arrieta     | 8 000     |

Nota: Los equipos cartageneros jugaron hasta mediados de diciembre en el Estadio Julio Silva Bolaños de Ciénaga mientras instalaban la iluminación del Estadio Once de Noviembre.

## Temporada regular
| Pos | Equipo                     | JG | JP | JJ | AVG. | Dif |
| --- | -------------------------- | -- | -- | -- | ---- | --- |
| 1.  | Eléctricos de Barranquilla | 22 | 14 | 36 | .611 | --- |
| 2.  | Águila de Cartagena        | 17 | 19 | 36 | .472 | 5,0 |
| 3.  | Tigres de Cartagena        | 17 | 19 | 36 | .472 | 5,0 |
| 4.  | Caimanes de Barranquilla   | 16 | 20 | 36 | .444 | 6,0 |

|  | Clasificado al play off final |
|  | Clasificados al pre-play off  |
|  | Eliminados.                   |

## Pre-Play off
Se disputaron 5 juegos para definir al segundo finalista del 24 al 29 de enero.
| Pos | Equipo              | JG | JP | JJ | AVG.  | Dif |
| --- | ------------------- | -- | -- | -- | ----- | --- |
| 1.  | Águila de Cartagena | 3  | 2  | 5  | 0.600 | --- |
| 2.  | Tigres de Cartagena | 2  | 3  | 5  | 0.400 | 1,0 |

|  | Clasificado al play off final |
|  | Eliminado.                    |

## Play Off Final
Disputado del 31 de enero al 5 de febrero.
Se disputaron 5 juegos para definir el campeón.
| Pos | Equipo                     | JG | JP | JJ | AVG. | Dif |
| --- | -------------------------- | -- | -- | -- | ---- | --- |
| 1.  | Eléctricos de Barranquilla | 4  | 1  | 5  | .800 | --- |
| 2.  | Águila de Cartagena        | 1  | 4  | 5  | .200 | 3   |

### Serie
| Serie Final LCBP de 2002/03 Eléctricos de Barranquilla 4-1 Águila de Cartagena |           |                         |                 |                           |
| Juego                                                                          | Fecha     | Resultado               | Serie (ELE-AGU) | Lugar                     |
| 1                                                                              | Enero 31  | Águila 2, Eléctricos 13 | 1-0             | Estadio Tomás Arrieta     |
| 2                                                                              | Febrero 1 | Águila 5, Eléctricos 23 | 2-0             | Estadio Tomás Arrieta     |
| 3                                                                              | Febrero 2 | Eléctricos 3, Águila 2  | 3-0             | Estadio Once de Noviembre |
| 4                                                                              | Febrero 4 | Eléctricos , Águila     | 3-1             | Estadio Once de Noviembre |
| 5                                                                              | Febrero 5 | Eléctricos 12, Águila 2 | 4-1             | Estadio Once de Noviembre |

|  | Campeón    |
|  | Subcampeón |

| Colombia                                          |
| Campeón Eléctricos de Barranquilla Segundo título |

## Los Mejores
| Stat                     | Jugador                                                 | Total     |
| ------------------------ | ------------------------------------------------------- | --------- |
| Porcentaje de bateo (BA) | René Pinto (AGU) Armando Villeros (AGU)                 | .393 .374 |
| Hits                     | Ismael Castro (TOR) Edinson de Ávila (VAQ)              | 47        |
| Slugger                  | Rene Pinto (AGU) Travis Oglesby (VAQ)                   | .661 .642 |
| Carrera impulsada (RBI)  | Jhonny León (ELC) René Pinto (AGU) Travis Oglesby (VAQ) | 44 35 30  |
| Carrera anotada (R)      | Carlos Villalobos (ELC) Miguel Orozco (ELC)             | 37 35     |
| Dobles (2B)              | Ismael Castro (TIG)                                     | 11        |
| Triples (3B)             | Adolfo Gómez (VAQ) Ismael Castro (TIG)                  | 5         |
| Home run (HT)            | Travis Oglesby (ELC) René Pinto (AGU)                   | 10 7      |
| Robo de base (SB)        | Reggie Nelson (ELE) Hamilton Sarabia (AGU)              | 11        |

| Stat                 | Jugador                     | Total                       |
| -------------------- | --------------------------- | --------------------------- |
| Juegos ganados (AVE) | Jason Cly (VAQ) Roque Román | 4W-0L (1.000) 5W-2L (0.714) |
| Efectividad (ERA)    | Pedro Minaya (CAI)          | 2.12                        |
| Ponches (SO)         | Jason Cly (VAQ)             | 44                          |

### Jugador más Valioso
| Ganador       | Equipo | Pos. |
| ------------- | ------ | ---- |
| Ismael Castro | Tigres | IF   |

### Novato del año
| Ganador         | Equipo | Pos. |
| --------------- | ------ | ---- |
| Rodrigo Escobar | Águila |      |